# أدريان كلارك (مصور)
أدريان كلارك (بالإنجليزية: Adrian Clarke)‏ هو مصور بريطاني، ولد في 1964.